# 宮崎県立五ヶ瀬中等教育学校
宮崎県立五ヶ瀬中等教育学校（みやざきけんりつ ごかせちゅうとうきょういくがっこう）とは、宮崎県西臼杵郡五ヶ瀬町大字三ヶ所にある県立中等教育学校。

## 概要

### 学年構成と入学選抜
日本初の中等教育学校として創立。全日制普通科で男女共学であり、1学年40人（2020年入学者からは男子20人・女子20人）の少人数教育である。中学校課程を前期生、高等学校課程を後期生と分け、高校受験はない。「こだま寮」という学生寮がある全寮制学校である。
入学試験は適性検査が行われている。適性検査において、募集要項では男女別の枠を設けない1学年40人定員としながら、約20年にわたり、合格者を男子22人、女子18人で固定していたことが2018年に報じられた。このため、男子合格者よりも成績で上回りながら不合格となった女子受験者が5年間に49人いた。
寮のキャパシティが男子の方が多かったことが要因とされている。その後、女子寮が増築され、2020年の選抜からは男女別に定数を決めるとともに男女同数となった。

### 教育内容
6年制という点を生かして独自のカリキュラムを組んでおり、後期課程の教員が前期課程の生徒を指導したり後期生が前期生に対して学習を教える機会も存在する。
「グローバルフォレストピア探究」という探究活動があり、中学１、２年生が「郷土探究」中学３、高校１年生が「実践探究」高校２、３年生が「普遍探究」という独自のカリキュラムに沿って、活動する。
「ファミリー制度」という、教員1名を親、各学年の生徒を兄弟姉妹に見立てた班編制を導入し、学年間のコミュニケーションを図っている。
「フォレストピア祭」という学園祭がある（文化・体育別）。
文部省研究開発学校に数回指定されている。

## 沿革
- 1987年 - 「フォレストピア宮崎構想」が発表される。
- 1991年 - 「フォレストピア学びの森学校建設構想協議会」が設置される。1993年3月に報告書が出される。
- 1994年 - 宮崎県立五ヶ瀬中学校と宮崎県立五ヶ瀬高等学校が開校。
- 1999年 - 学校教育法の改正により、中等教育学校を設置できることになったため、両校を合併して、中等教育学校に校種を変更。
- 2000年3月3日 - 中等教育学校として、初めての卒業式（高等学校としての第一回卒業式は1997年）が行なわれ、日本で初めての中等教育学校の卒業者が誕生した。